# Peștera Comarnic
Peștera Comarnic (deutsch Comarnic-Höhle, auch Komarnik-Höhle) ist eine Tropfsteinhöhle im Kreis Caraș-Severin, Banat, Rumänien. Die Comarnic-Höhle wurde 1856 entdeckt, 1946 von der rumänischen Akademie unter Naturschutz gestellt und gehört seit 1983 zum Nationalpark Semenic-Cheile Carașului (rumänisch Parcul Național Semenic-Cheile Carașului).

## Beschreibung
Die Comarnic-Höhle befindet sich im Anina-Gebirge als Teil des Banater Gebirges, auf dem Areal der Gemeinde Carașova. Sie hat eine Gesamtlänge von 6300 Meter, davon sind 1780 Meter für Touristen zugänglich. Als ehemaliges unterirdisches Flussbett ist sie mit einem Sinterbelag bedeckt.
Die Comarnic-Höhle hat zwei Eingänge, der Comarnic-Eingang talabwärts in 440 Meter Höhe und der Ponicova-Eingang talaufwärts in 470 Meter Höhe.
Sie weist drei „Stockwerke“ auf:
- die trockene, sogenannte fossile Etage
- die halbaktive Zone, in welcher bei Schneeschmelze oder stärkeren Niederschlägen Wasser ist
- der aktive Teil, welcher ständig unter Wasser steht

Die obere Etage steht den Touristen zur Besichtigung zur Verfügung, die untere wird von einem unterirdischen Wasserlauf durchquert und kann nur mit Spezialkleidung betreten werden. Die mittlere Etage ist teils trocken, teils überflutet.
Die Länge der oberen Galerie beträgt 1600 Meter und hat eine Breite von 300 bis 400 Meter. Sie besteht aus mehreren Sälen mit einer großen Vielfalt von Stalagmiten- und Stalaktiten-Formationen.
Die Temperatur in der Höhle beträgt etwa 9 Grad Celsius.

### Formationen
Die verschiedensten bizarren Formationen sind zu erkennen wie Treppen, Säulen, Dome, Orgeln, Kerzen, Steinblumen. Die Räume mit den seltsamsten Formationen haben aussagekräftige Namen wie: Kleine Orgel, Große Orgel, Museum, Chinesische Mauer, Opernhaus und Kristallsaal. Weitere Einzelformationen sind: Makkaroni, Pilze, Kokosnuss, Zwillinge, Krokodil und Kamel.

### Fauna
Die Fauna der Höhle besteht aus einigen endemischen Schalentieren und Insekten. In sogenannten Gours (Becken) gibt es eine Art Niphargus (winzige Krebstiere) und Planarien (Flachwürmer). Die Fledermäuse (Rhinolophus) leben in einigen Kolonien in den Punkten 20 und 59.

## Schutzstatus
Die Höhle und ihre Umgebung stehen seit 1994 unter Schutz.

## Besichtigung
Die gesamte Höhle ist unbeleuchtet, auch der für Touristen begehbare Teil, so dass die Mitnahme von Lampen erforderlich ist. Die Besichtigung ist nur im Rahmen von Führungen möglich, für die sich eine Voranmeldung empfiehlt, z. B. über die Touristeninformation im Bahnhof von Anina.